# Korfbal League 2016/17
De Korfbal League seizoen 2016/17 is de 12e editie van de Korfbal League.
De Korfbal League is de hoogste competitie in het Nederlandse zaalkorfbal. In de competitie zitten 10 korfbalverenigingen, die alle een thuis- en een uitwedstrijd spelen tegen elkaar. Aan het einde van de competitie strijden de nummers 1 t/m 4 volgens het play-offsysteem om een plaats in de zaalfinale. Deze finale is de wedstrijd om het algemeen korfbalkampioenschap van Nederland. De ploeg die als laatst eindigt in de Korfbal League degradeert direct naar de Hoofdklasse, de ploeg die als voorlaatst eindigt speelt een promotie/degradatieduel tegen een ploeg uit de Hoofdklasse.

## Teams
| Club                    | Plaats           | Coach                            |
| ----------------------- | ---------------- | -------------------------------- |
| AKC Blauw-Wit           | Amsterdam        | Barry Schep & Jennifer Tromp     |
| DSC                     | Eindhoven        | André Kuipers                    |
| DOS'46                  | Nijeveen         | Daniël Hulzebosch & Haralt Lucas |
| DVO/Accountor           | Bennekom         | Gerald Aukes & Michiel Gerritsen |
| Fortuna/Delta Logistiek | Delft            | Ard Korporaal & Joost Preuninger |
| AW.DTV                  | Amsterdam        | Jan Bongers & Arthur Carolus     |
| KZ/Hiltex               | Koog aan de Zaan | Maarten van Woerkom              |
| LDODK/AH Gorredijk      | Gorredijk        | Erik Wolsink                     |
| PKC/SWKGroep            | Papendrecht      | Detlef Elewaut                   |
| TOP/Quoratio            | Sassenheim       | Jan Niebeek                      |

## Transfers in het off-season
| Speler          | van | naar  |
| --------------- | --- | ----- |
| Friso Boode     | TOP | LDODK |
| Marjolijn Kroon | KZ  | LDODK |

## Seizoen
In de Korfbal League speelt elk team 18 wedstrijden, waarbij er thuis 9 worden gespeeld en 9 uitwedstrijden worden gespeeld.
De nummers 1, 2, 3 en nummer 4 zullen zich plaatsen voor de play-offs, voor een "best of 3". De winnaars tussen de teams zullen zich plaatsen voor de finale in Ziggo Dome, waar ook de A Junioren Finale wordt gespeeld. Echter degradeert de nummer 10 meteen naar de Hoofdklasse. De nummer 9 zal het opnemen tegen de verliezend finalist van de promotie playoffs.
| pos | club                    | gs | w  | g | v  | pnt | dv  | dt  | dt   |
| --- | ----------------------- | -- | -- | - | -- | --- | --- | --- | ---- |
| 1.  | PKC/SWKGroep            | 18 | 18 | 0 | 0  | 36  | 541 | 393 | 148  |
| 2.  | TOP/Quoratio            | 18 | 12 | 2 | 4  | 26  | 447 | 386 | 61   |
| 3.  | LDODK/Rinsma Fashion    | 18 | 11 | 1 | 6  | 23  | 467 | 433 | 34   |
| 4.  | AKC Blauw-Wit           | 18 | 10 | 1 | 7  | 21  | 495 | 456 | 39   |
| 5.  | KZ/Hiltex               | 18 | 9  | 2 | 7  | 20  | 453 | 439 | 14   |
| 6.  | DOS'46                  | 18 | 7  | 2 | 9  | 16  | 430 | 448 | −18  |
| 7.  | DVO/Accountor           | 18 | 5  | 3 | 10 | 13  | 426 | 472 | −46  |
| 8.  | Fortuna/Delta Logistiek | 18 | 5  | 1 | 12 | 11  | 407 | 467 | −60  |
| 9.  | DSC                     | 18 | 3  | 2 | 13 | 8   | 399 | 502 | −103 |
| 10. | AW.DTV                  | 18 | 2  | 2 | 14 | 6   | 455 | 524 | −69  |

## Play-offs en Finale
|  | Halve finale | Halve finale         | Halve finale | Halve finale | Halve finale |    |    | Finale    | Finale | Finale | Finale | Finale |
|  |              |                      |              |              |              |    |    |           |        |        |        |        |
|  | 1            | PKC/SWKgroep         | 23           | 29           | 26           |    |    |           |        |        |        |        |
|  | 4            | Blauw-Wit            | 27           | 25           | 27           |    |    |           |        |        |        |        |
|  | 4            | Blauw-Wit            | 27           | 25           | 27           |    | 4  | Blauw-Wit | 18     |        |        |        |
|  |              |                      |              |              |              |    | 4  | Blauw-Wit | 18     |        |        |        |
|  |              | 2                    | TOP/Quoratio | 22           |              |    |    |           |        |        |        |        |
|  | 2            | 2                    | TOP/Quoratio | 22           | TOP/Quoratio | 24 | 34 |           |        |        |        |        |
|  | 2            |                      |              |              | TOP/Quoratio | 24 | 34 |           |        |        |        |        |
|  | 3            | LDODK/Rinsma Fashion | 21           | 29           |              |    |    |           |        |        |        |        |

| Korfbal League Kampioen van Nederland 2017 |
| ------------------------------------------ |
| TOP/Quoratio Vierde titel                  |

## Promotie
Directe promotie naar de Korfbal League vindt plaats in een finale tussen de kampioenen van de Hoofdklasse A en B.
| Ontknoping |                |    |
|            |                |    |
| H1         | KCC/SO Natural | 31 |
| H2         | Avanti/Flexcom | 20 |

KCC/SO natural promoveert hierdoor direct naar de Korfbal League 2017/18

## Promotie/Degradatie
De nummer 9 van de Korfbal League speelt na de Hoofdklasse Finale een best-of-3 serie play-down tegen de verliezend Hoofdklasse finalist.
De winnaar van deze serie zal acteren in Korfbal League 2017/18
| Ontknoping |                |    |    |  |
|            |                |    |    |  |
| KL9        | DSC            | 20 | 20 |  |
| H2         | Avanti/Flexcom | 23 | 21 |  |

Hierdoor promoveert Avanti naar de Korfbal League.

## Prijzen
Zoals elk jaar worden er de jaarlijkse korfbal prijzen verdeeld. In dit seizoen zijn dit de prijswinnaars:
| Award                    | Winnaar                   | Club          |
| ------------------------ | ------------------------- | ------------- |
| Beste Speler             | Marc Broere               | AKC Blauw-Wit |
| Beste Speelster          | Celeste Split             | TOP/Quoratio  |
| Beste coach              | Jan Niebeek               | TOP/Quoratio  |
| ERIMA beste arbitrage    | Marcel Luttik & Joeri Kok |               |
| Beste Speler onder 21    | Olav van Wijngaarden      | PKC           |
| Beste Speelster onder 21 | Marloes Frieswijk         | AKC Blauw-Wit |
| Doelpunt van het Jaar    | Frank Mostard             | AKC Blauw-Wit |

## Topscoorders
| Categorie              | Winnaar            | Club   | Gescoord aantal goals |
| ---------------------- | ------------------ | ------ | --------------------- |
| Topscoorder mannelijk  | Mick Snel          | TOP    | 112                   |
| Topscoorder vrouwelijk | Ilona van den Berg | AW.DTV | 84                    |